# Prekmurci
Prekmurci (prekmursko narečje: Prekmürci, Prekmörci, Prekmürge, Prekmörge) so Slovenci, ki živijo v Prekmurju. Govorijo prekmursko narečje, kakor tudi Porabski in Šomodski Slovenci na Madžarskem.
Tradicionalno madžarsko ime Prekmurcev je Vendek (Vendi), in tako so jih tudi na Avstro-Ogrskem imenovali Vendi, da bi jih ločili od Slovencev. Kljub vsemu je bilo običajno poimenovanje v njihovem maternem jeziku Slovenci, Slovénge, Slovenje. Od 16. stoletja so mislili, da so Prekmurci potomci germanskih Vandalov, in tako je pisalo tudi prekmursko duhovniško izobraženstvo, in sicer, da Slovani pri Muri govorijo vandalščino.
Bivališče Prekmurcev je bilo še v srednjem veku tako imenovana Slovenska okroglina (Tótság), prebivalci pa Toti (tótok) v madžarščini. Izvorna je bila Slovenska okroglina ena dekanija v Železni županiji, s središčem Murska Sobota. Na severu s središčem Monošter je od leta 1183 monoštrska cistercijanska opatija vodila Slovence v Porabju. V okraju Dolnja Lendava (danes Lendava) je za Prekmurce skrbel zagrebški nadškof. Glede na dokument iz leta 1617, so bila ta tri območja enotni Tótság (se pravi Slovenska okroglina).
Marija Terezija je leta 1777 osnovala novo škofijo v Sombotelu. Prvi škof János Szily je zedinil v škofiji Zalsko in Železno županijo, in tako osnoval Slovensko krajino (Vendvidék).
Ker so jezik Slovencev na Kranjskem in Štajerskem komajda razumeli, so prekmurski pisci začeli pisati v svojem prekmurskem književnem jeziku. Evangeličanski duhovnik Štefan Küzmič je že leta 1771 prevedel evangeličanski Novi Testament (Nouvi Zákon), kasneje pa je Mikloš Küzmič izoblikoval standardni prekmurski jezik.
V 20. stoletju so Prekmurci poskušali pridobiti suverenost. Politik Jožef Klekl je sprva hotel, da bi v Slovenski krajini obstajal en enotni teritorij, ki bi bil avtonomna država znotraj Jugoslavije. Leta 1919 je Vilmoš Tkalec razglasil Mursko republiko, ki pa je bila kratkega veka. Zaradi političnega stanja se ni izoblikovala država v Prekmurju, zato si je Jožef Klekl kasneje prizadeval za jezikovno neodvisnost, saj je videl, da jim vsiljujejo slovenski knjižni jezik, prekmurščino pa imajo zgolj za narečje.

## Znani Prekmurci
- Štefan Küzmič (1723 - 1779)
- Mikloš Küzmič (1737 - 1804)
- Ferenc Berke (1764 - 1841)
- Jožef Košič (1788 - 1867)
- Janoš Kardoš (1801 - 1873)
- Ivan Berke (1814 - 1908)
- Jožef Borovnjak (1826 - 1909)
- Franc Ivanoci (1857 - 1913)
- Jožef Klekl (1874 - 1948)
- Avgust Pavel (1886 - 1946)
- Miško Kranjec (1908 - 1983)
- Vilko Novak (1909 - 2003)
- Jožef Smej (*1922)
- Milan Kučan (*1941)
- Vlado Kreslin (*1953)
- Feri Lainšček (*1959)
- Andreja Gomboc (*1969)